# Aquariologia

Esquema de um aquário.

Aquariologia é a técnica de estudar e modelar os ecossistemas aquáticos através do emprego de um aquário. O termo não é muito utilizado em português, sendo utilizado frequentemente em francês. Relacionado também a ecologia experimental.
O termo logia nos remete a estudo, assim aquariologia pode ser entendido também como "estudo dos aquários" e envolve toda a cadeia produtiva dos peixes ornamentais, mercado em crescimento que engloba diversos segmentos, desde o coletor até o consumidor, também chamado de aquarista.
O valor econômico dos peixes ornamental se destaca por seu valor unitário ao contrário do valor por peso, geralmente praticado no peixe para consumo humano, assim o retorno do investimento, principalmente em pequenas criações, é maior. Obviamente que para o sucesso no cultivo de qualquer tipo de peixes é necessário conhecimento específico e a aquariologia contribui em muito para o desenvolvimento de protocolos relacionados ao cultivo e manutenção de peixes ornamentais. E como todo setor produtivo, esse também demanda estudos relacionados ao incremento da produção sem necessariamente inferir no esforço de pesca. Diversas Universidades estão envolvidas com aquariologia e dessa forma mudam até a forma de ensino em escolas públicas através de projetos de extensão, usando aquários como ferramentas de ensino (ex: matemática, biologia, educação ambiental etc.).
No livro "Peixes de nossa terra", o escritor Raul Pereira reflete sobre o motivo de o Brasil, país com a maior ictiofauna não tira proveito disso para um maior desenvolvimento da aquariologia como fonte de renda para a economia brasileira.